# أنطونيو سيميدو
أنطونيو سيميدو (بالبرتغالية: António Paulo Sanches Semedo‏) هو لاعب كرة قدم برتغالي في مركز نصف الجناح، ولد في 1 يونيو 1979 في لشبونة في البرتغال. شارك مع منتخب البرتغال تحت 21 سنة لكرة القدم. أما مع النوادي، فقد لعب مع أونيريا أورزيتشيني وإستريلا دا أمادورا وستيوا بوخارست وسي إف آر كلوج ونادي خزر لنكران.

## وصلات خارجية
- أنطونيو سيميدو على موقع الاتحاد الأوربي (الإنجليزية)
- أنطونيو سيميدو على موقع قاعدة بيانات كرة القدم.إي يو (الإنجليزية)
- أنطونيو سيميدو على موقع Soccerway.com (الإنجليزية)
- أنطونيو سيميدو على موقع عالم كرة القدم.نت (الإنجليزية)